# Dodone (vescovo di Roselle)
Dodone (prima metà dell'XI secolo – dopo il 1079) è stato un vescovo cattolico italiano.
Come scrive Maura Grandi nel Dizionario biografico della Treccani: «nonostante la scarsezza delle fonti, si può individuare un costante schieramento di Dodone dalla parte delle forze riformatrici in difesa delle prerogative ecclesiastiche contro il potere laico-feudale».

## Biografia
Non si hanno notizie circa le origini di Dodone, nominato vescovo di Roselle da papa Niccolò II succedendo a Gerardo in un periodo compreso tra il 18 gennaio – ultima attestazione di Gerardo vescovo – e il 15 aprile – data del primo documento sottoscritto da Dodone in qualità di vescovo della diocesi rosellana.
Partecipò al conflitto tra papato e impero schierandosi tra i riformatori che supportavano Niccolò II. Partecipò nel 1061 in qualità di vicario papale, con il cancelliere Bernardo, al sinodo tenutosi a Benevento promosso dall'arcivescovo Uldarico, dove furono discusse anche tematiche riformiste: la firma di Dodone compare in calce al documento ufficiale stilato a conclusione del sinodo. Alla morte di Niccolò II, venne eletto papa Anselmo da Baggio, vescovo di Lucca, con il nome di Alessandro II, il quale continuò l'opera riformatrice del predecessore, attirandosi le ire della reggenza imperiale, che fece eleggere a Basilea un antipapa, Onorio II, già vescovo di Parma, in funzione antialessandrina. Dodone, rimasto fedele ad Alessandro II, partecipò presumibilmente al conflitto armato tra le forze alessandrine e quelle fedeli a Onorio: anche se non ci sono documenti che attestino una sua partecipazione diretta, una missiva inviata dal papa a Tegrino, vescovo di Massa Marittima, rivela che Dodone fu tenuto prigioniero per oltre tre mesi da Ugo Aldobrandeschi, figlio del conte Rodolfo di Suvereto.
In seguito appoggiò l'operato di papa Gregorio VII, e nel 1076 fu a Roma per difendere la causa della propria diocesi, assai impoverita e spopolata, contro le rivendicazioni avanzate da Populonia che chiedeva di riceverne la sede vescovile. Gregorio VII stesso riconfermò la decisione di papa Silvestro II che aveva designato Roselle sede vescovile – soltanto nel 1138 la sede verrà spostata definitivamente a Grosseto.
Le ultime notizie risalgono al 1079, quando Dodone si rifiutò di convalidare le nozze tra Giordano, principe di Capua, e la sua matrigna, avvenute per costrizione: per vendicarsi, Giordano rubò il denaro che Dodone aveva depositato presso l'abbazia di Montecassino, attirandosi anche il biasimo di papa Gregorio VII.